# Geogarypus amazonicus
Geogarypus amazonicus är en spindeldjursart som beskrevs av Volker Mahnert 1979. Geogarypus amazonicus ingår i släktet Geogarypus och familjen Geogarypidae. Inga underarter finns listade i Catalogue of Life.